# Đầu đạn nổ kép

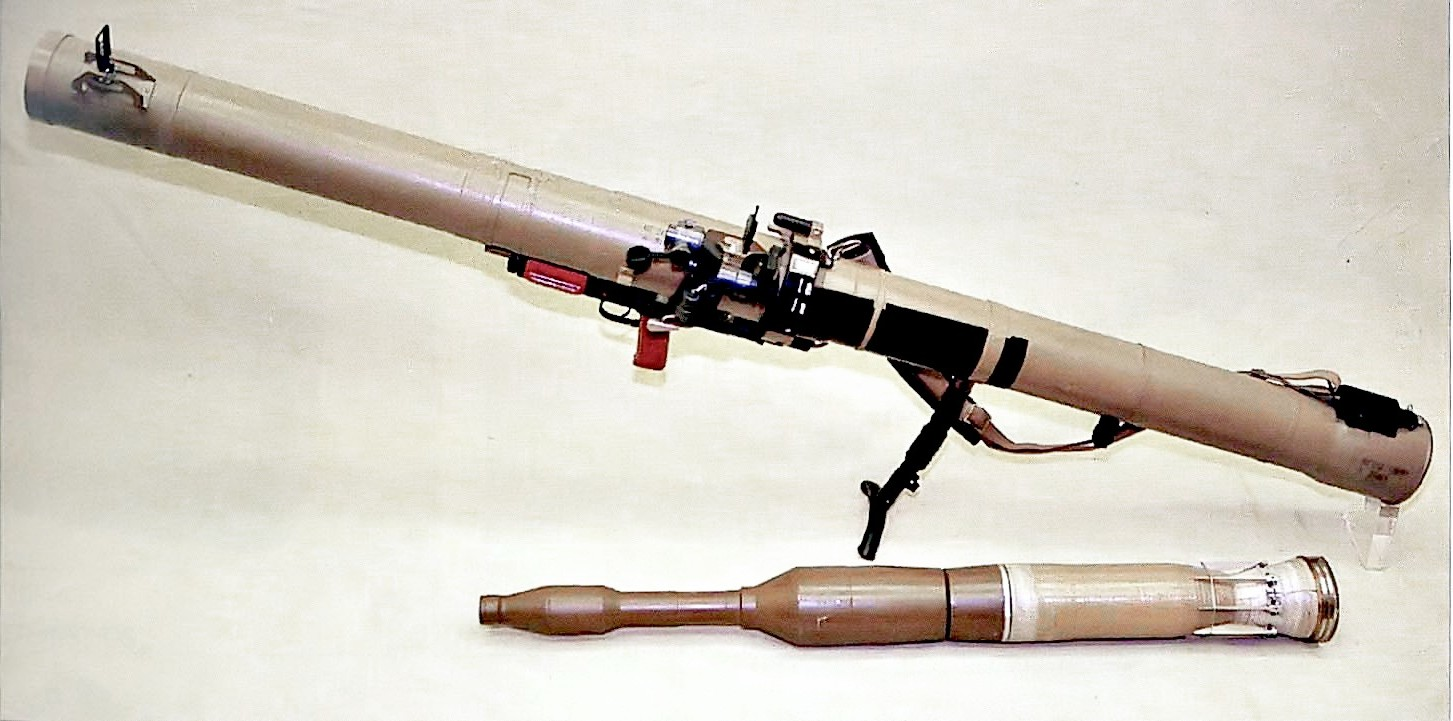
RPG-29 là một trong các loại vũ khí sử dụng đầu đạn nổ lại.

Đầu đạn nổ kép  hoặc đầu đạn nổ đôi là một thiết bị nổ hoặc đạn có hai hoặc nhiều giai đoạn kích nổ, giúp nó xuyên qua lớp giáp phản ứng nổ trên các phương tiện bọc thép hoặc các cấu trúc kiên cố.
Loại đạn này đặc biệt hữu dụng khi chống lại các loại giáp dạng lưới cũng như giáp phản ứng nổ được chế tạo để bảo vệ các phương tiện cơ giới chống lại các loại vũ khí chống tăng thông thường. Với giáp dạng lưới thì vụ nổ đầu sẽ xé giáp để phần còn lại của đạn bay qua tiếp cận gần hơn với phương tiện và sẽ gây thiệt hại lớn hơn. Với giáp phản ứng nổ thì sau khi phần liều nổ thứ nhất phát nổ thì phần giáp phản ứng nổ bị tác động sẽ mất tác dụng và liều nổ thứ hai từ đạn nổ lại sẽ công phá vào phần giáp không còn được che chắn, từ đó gây hư hại cho phương tiện.
Từ đạn nổ lại cũng được dùng cho các loại đạn sử dụng các vụ nổ không phải để công phá trực tiếp mà để tạo lực đẩy giúp viên đạn bay với khoảng cách xa hơn bình thường hoặc tăng tốc để có động năng lớn công phá mục tiêu.
Đạn nổ lại thường được dùng trong các vũ khí chống tăng như RPG-7, RPG-29, BGM-71 TOW, FGM-148 Javelin... Loại đạn này cũng từng được dùng để chống lại bộ binh với tỷ lệ gây tử vong khá cao, tuy nhiên do chúng khó chế tạo dẫn đến việc trở nên rất đắt nhưng lại không thể sát thương rộng mà chỉ có thể tập trung vào một mục tiêu nên hiếm được dùng để chống bộ binh mà chuyên dùng để tiêu diệt các loại xe bọc thép có giáp dày, khó tiêu diệt và giá trị cao.